# Neuperlach Zentrum (métro de Munich)
Neuperlach Zentrum (en allemand : U-Bahnhof Neuperlach Zentrum) est une station de la section commune aux lignes U5, U7 et U8 du métro de Munich. Elle est située dans le secteur de Ramersdorf-Perlach, à Munich en Allemagne.

## Situation sur le réseau

Plan du métro (2020).

Établie en souterrain, Neuperlach Zentrum est une station de passage de la section commune aux lignes U5, U7 et U8 du métro de Munich.
La station se situe sous la Thomas-Dehler-Straße à hauteur de la Hanns-Seidel-Platz, où une gare routière fut construite.

## Histoire
La station ouvre le 18 octobre 1980. De 1999 à 2006, la gare est le terminus de la ligne U8, qui conduisait à Olympiazentrum et Feldmoching. Depuis le 12 décembre 2011, la station de métro est le terminus de la ligne de renfort U7, qui ne circule qu'aux heures de pointe.

## Architecture
Les murs, comme la plupart des stations de métro des années 1980, sont revêtus de panneaux arrondis en fibrociment beige. Cependant, les piliers au milieu de la plate-forme sont en métal argenté et non en tuiles habituelles. Les lampes ne sont pas disposées sous la forme des bandes lumineuses habituelles, mais en carrés sur toute la surface de la plate-forme. C'est l'une des rares stations de métro de Munich à être équipée d'un tapis roulant.
À partir de 2022, la station fait l'objet d'une rénovation.

## Services aux voyageurs

### Accès et accueil
Le portique se situe dans une mezzanine au-dessus du milieu de la plate-forme. Une succursale de boulangerie et un kiosque de gare se situent à côté du portique.

### Desserte
Neuperlach Zentrum est desservie alternativement par les rames des lignes U5, U7 et U8.

### Intermodalité
La station se situe à la Hanns-Seidel-Platz, où une gare routière fut construite. Il existe donc une option de transfert vers le réseau de bus de Munich. La station est en correspondance avec la ligne de bus 55, 139, 192, 196, 197, 198 et 199.